# レイヴン (バンド)
レイヴン（RAVEN）は、イングランド出身のヘヴィメタル・バンド。
NWOBHM期から登場したグループの一つで、同郷の「ヴェノム」と並ぶスピードメタルの先駆者として知られる。ジョンとマークのギャラガー兄弟が主宰を務め、デビュー以来3人組を基本としている。

## 概要
基本的な音楽性はジョン・ギャラガーのロブ・ハルフォードばりのハイトーン・シャウトをフィーチャーした、非常にテンションの高いヘヴィメタルもしくはパワーメタルである。スピードにもこだわりを見せ後のスラッシュメタルバンド達にも影響を与えた。しかし時期によっては音楽性に迷いが生じたり、音楽性を変えさせられたことがあり、前述のようなスタイルの音楽性とは異なる作品もある。

彼らのファンは自他共に認めるほど熱狂的とされ、レイヴン・ルナティクス(狂信者)と呼ばれている。

## 経歴

### オリジナル時代（1974年 - 1987年）
1974年、ジョン・ギャラガー（vo,b）とマーク・ギャラガー（g,vo）の兄弟を中心に結成。初期はツイン・ギターで、ハードロックとプログレッシブロックの両方をアプローチしていた。ギャラガー兄弟以外はメンバーが流動的であったが、ロブ "ワッコ" ハンター（ds）が加入してからトリオ編成に移行し、ラインナップが固まった。
ニート・レコードと契約して、NWOBHMムーヴメントの中1981年にアルバム『ロック・アンティル・ユー・ドロップ』でデビューした。2作目『ワイプド・アウト』は、1982年当時としては最も速くラウドなアルバムであったともいわれ(「速過ぎる」という批判すら一部にあった程であった)、スラッシュメタルの原点とも称された。
3rdアルバム『オール・フォー・ワン』（1983年）では、アクセプトのウド・ダークシュナイダーが共同プロデューサーとして参加し、同時期に発表されたシングル「ボーン・トゥ・ビー・ワイルド」（ステッペンウルフのカヴァー）では、ウドもヴォーカルで参加。
同作に伴うツアーは、デビューアルバム『キル・エム・オール』をリリースしたばかりで当時まだ無名であったメタリカをオープニング・アクトに従えていた（そのためか、ツアータイトルは双方のアルバムタイトルから「KILL 'EM ALL FOR ONE」と命名された）。このツアーの最中に収録したライヴ版『ライヴ・アット・ジ・インフェルノ』(1984年)はバンドの評価を大きく上げることとなった。
アトランティック・レコードへの移籍第1弾アルバム『ステイ・ハード』（1985年）は、アメリカのビルボード誌にチャート・インを果たした（最高81位）。が、アメリカでの兄貴分にあたるトゥイステッド・シスターの影響などもあり前作に比べポップ、グラム・メタル的な音楽性になってしまったとファンには不評で、次作『ザ・バック・イズ・パック』(1986年)もポップ・メタル路線をさらに推し進めてしまう。特にホーンの導入は大きな批判を浴びた。
バンド側もメジャーレーベルの音楽性への干渉に相当ストレスを溜めており、レーベルの反対を押し切って発売されたミニ・アルバム『MAD』(1987年)で鬱憤を晴らすこととなる。そして同年、デビュー当時の音楽性に回帰した『ライフズ・ア・ビッチ』を発表。アトランティックを離れる。同時期にワッコが脱退。

### 第2期（1987年 - 2018年）

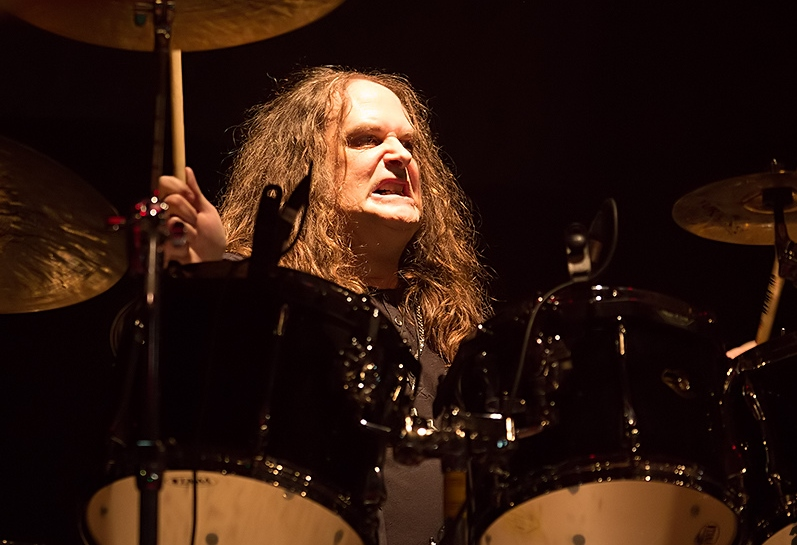
引退するまで30年在籍したハッセルヴァンダー（2013年）

1987年、脱退したワッコの後任としてジョー・ハッセルヴァンダー（元ペンタグラム）が加入。コンバット・レーベルに移籍し前作よりもさらにパワフルな作品『ナッシング・エクセイズ・ライク・エクセズ』を発売。その後SPVに移籍し1991年に『アーキテクト・オブ・フィア』を発表するが、数曲を除きレイヴンらしい個性が薄まった作品との評価を受け、勢いを失ってしまう。その後、ベースの盗難やジョンの家の放火被害など様々な不幸な出来事が重なり、ほぼ解散一歩手前のような状態までに活動が停滞してしまう。親交のあった写真家の畔柳雪子(現・畔柳ユキ)の後押しもあり、日本のゼロ・コーポレーションと契約を結んだものの、バンド(特にジョン)のモチベーションは極めて低く、1994年には鬱病寸前のようなネガティヴな気持ちで曲作りがなされ、極めて陰鬱で疾走感のほとんど無い、まるでまったく別のバンドのような作品『グロウ』を発表してしまう。
しかし1995年に初の日本公演（オープニングアクトはスリーズ・ビーズ）が決まると、『グロウ』で見せた鬱病のような暗さとはうって変わったような元気で激しいライヴパフォーマンスを見せる。この日本公演は一回のみであったが、この様子を収録したライヴ・アルバム『デストロイ・オール・モンスターズ』を同年に発売している。そして1997年に持ち前のパワーと疾走感を取り戻した『エヴリシング・ラウダー』を出し、2000年にはかつての作品のタイトルをもじった『ワン・フォー・オール』を発表し健在ぶりを見せ付けた後、マークの骨折や契約問題などでアルバムのリリースは暫く途絶えた。
2009年3月に9年ぶりのアルバム『ウォーク・スルー・ファイヤー』を発表し、同年6月に再来日公演も実現させている。そして2015年4月、前作から約6年ぶりの通算13thアルバム『エクスターミネーション』を発表。同年7月に通算3度目の来日公演。
2017年、ツアー前にジョーが心臓発作を起こし、治療に専念するためツアーにはサポートメンバーとしてフィア・ファクトリーのマイク・ヘラーら数名が代役を果たした。翌年、ジョーが復帰するも秋にドラマーとして引退を発表。サポートを務めていたヘラーを正式に起用。

### 第3期（2019年 - 現在）
2019年1月に24年ぶりとなる通算3作目のライヴ・アルバム『スクリーミング・マーダー・デス・フロム・アバヴ〜ライヴ・イン・オールボー』を発売。作品に伴う4度目の来日公演を開催した。また、この公演で新曲を発表し、既に次作がレコーディング済みであることを明かした。翌年2020年7月に『メタル・シティ』とタイトルが決まり、翌々月の9月にリリースした。

## メンバー
※2025年6月時点

### 現ラインナップ
- ジョン・ギャラガー (John Gallagher) - ボーカル/ベース (1974– )
- マーク・ギャラガー (Mark Gallagher) - ギター/ボーカル (1974– )
- マイク・ヘラー (Mike Heller) - ドラムス (サポート2017、正規2018– )

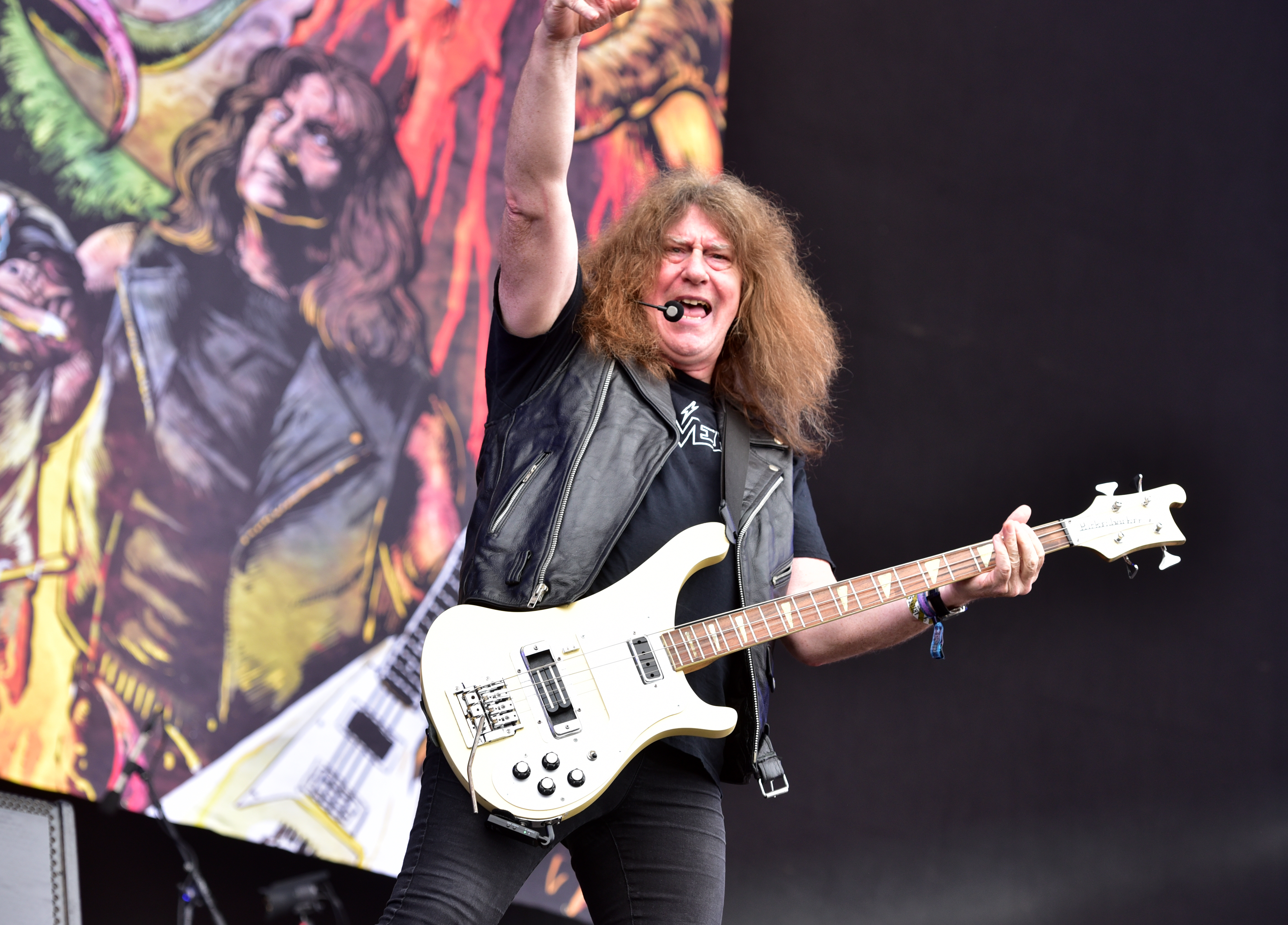
ジョン・ギャラガー(Vo/B) 2024年
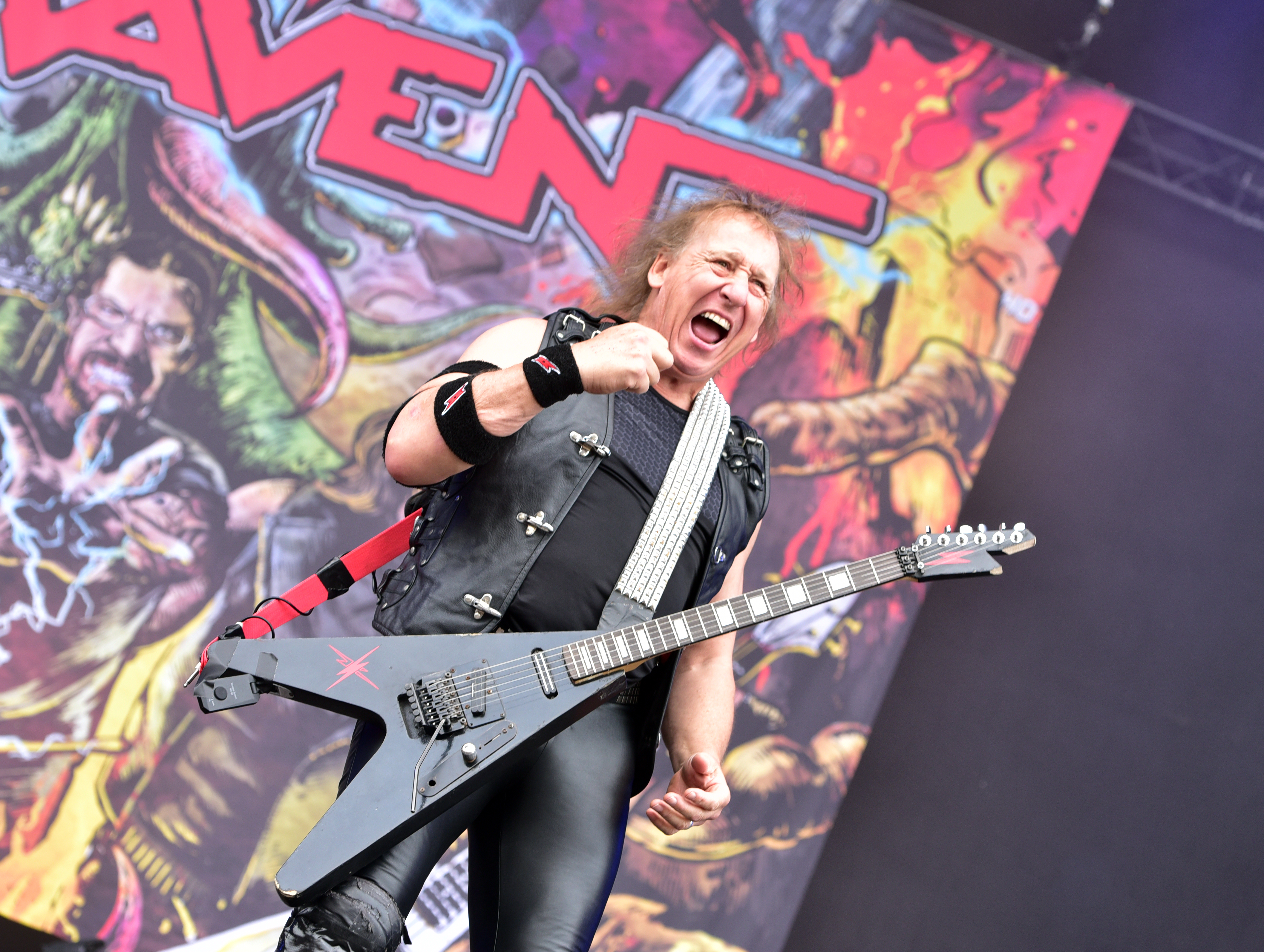
マーク・ギャラガー(G) 2024年
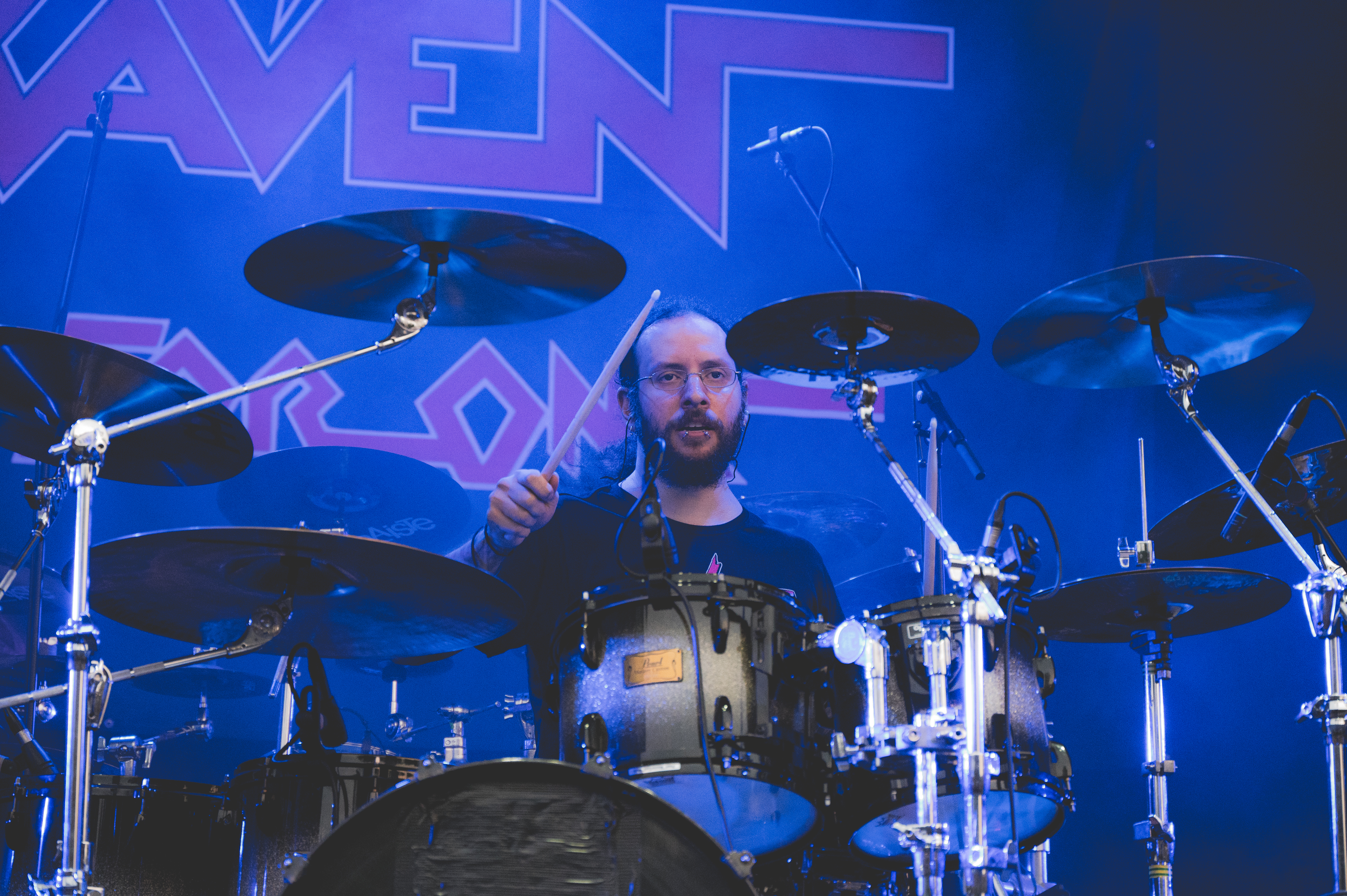
マイク・ヘラー(Dr) 2023年

### 旧メンバー
- ポール・ボウデン (Paul Bowden) - ギター (1974–1979)
- ポール・シェリフ (Paul Sherrif) - ドラムス (1975–1976)
- ミック・ケンワージー (Mike "Mick" Kenworthy) - ドラムス (1976–1977)
- ショーン・テイラー (Sean Taylor) - ドラムス (1977–1979)
- ピート・ショア (Pete Shore) - ギター (1979–1980)
- ロブ "ワッコ" ハンター (Rob "Wacko" Hunter) - ドラムス (1979–1987)
- ジョー・ハッセルヴァンダー (Joe Hasselvander) - ドラムス (1987–2018) 引退

## ディスコグラフィ

### スタジオ・アルバム
- Rock Until You Drop（1981年）- 日本盤はトリオレコードから発売されていたアナログ盤のみに「爆走ライディング」という邦題が付いていた。
- Wiped Out（1982年）
- All for One（1983年）
- Stay Hard（1985年）
- The Pack Is Back（1986年）
- Life's a Bitch（1987年）
- Nothing Exceeds Like Excess（1988年）
- Architect of Fear（1991年）
- Glow（1994年）
- Everything Louder（1997年）
- One for All（2000年）
- Walk Through Fire（2009年）
- Extermination（2015年）
- Metal City（2020年）
- All Hell's Breaking Loose（2023年）

### EP
- MAD （1987年）[4]
- Heads Up! （1991年）
- Can't Take Away The Fire（2025年）

### ライヴ・アルバム
- Live at the Inferno（1984年）
- Destroy All Monsters/Live in Japan（1996年）
- Screaming Murder Death from Above: Live in Aalborg（2019年）

### コンピレーション
- Unreleased Tracks (1990年)
- Raw Tracks (1999年)
- All Systems Go! （2009年）

### 映像作品
- Electro Shock Therapy （1991年）ライブ
- Rock Until You Drop: A Long Days Journey（2013年）ドキュメンタリー